# Ilhas San Juan

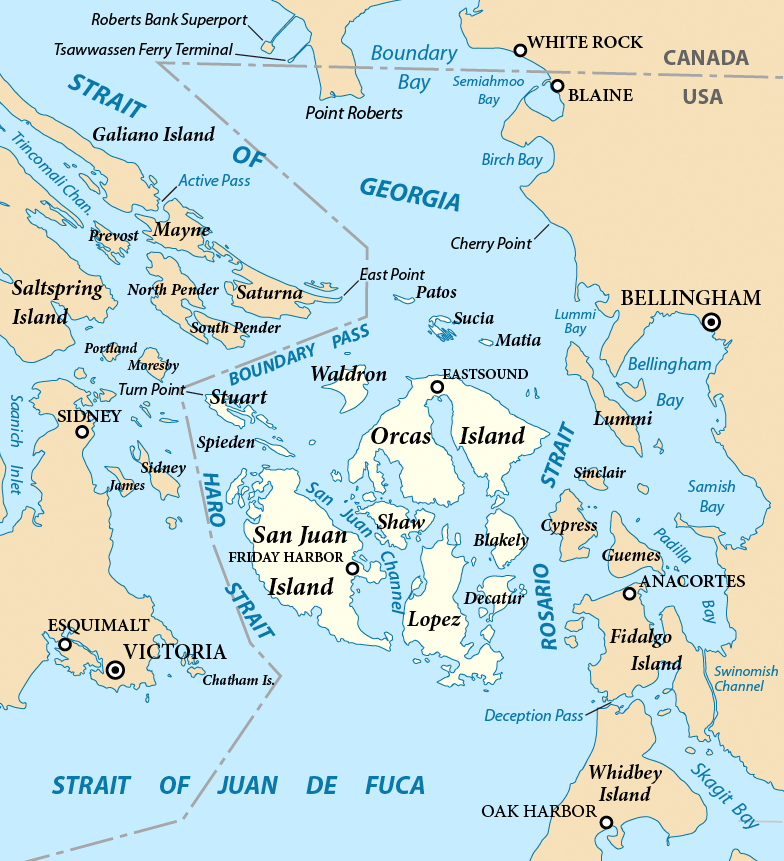
Ilhas San Juan (em destaque) e regiões adjacentes.

As Ilhas San Juan é um arquipélago situado na extremidade noroeste dos Estados Unidos continentais, entre o território americano e a ilha de Vancouver, na Colúmbia Britânica, Canadá. As Ilhas San Juan formam parte do estado americano de Washington.
No arquipélago, quatro ilhas estão acessíveis através de ferry de passageiros operados pelo sistema de ferry-boats do estado de Washington (Washington State Ferries)
O Serviço Geológico dos Estados Unidos (USGS) define as ilhas San Juan como o arquipélago situado a norte do estreito de Juan de Fuca, a oeste do estreito de Rosário, a leste do estreito de Haro e a sul da passagem Boundary. A norte ficam as águas abertas do estreito da Geórgia. Todas estas águas ficam no designado mar de Salish. A definição usada pelo USGS para o arquipélago coincide com o condado de San Juan. As ilhas fora deste condado não fazem parte das ilhas San Juan, na definição do USGS.

## História
Os arqueólogos usam o termo "área cultural do golfo da Geórgia" para se referir às ilhas San Juan e do Golfo, um grupo que possui várias semelhanças arqueológicas. As ilhas San Juan faziam parte de uma área tradicional de vários povos do grupo etnolinguístico da costa Salish. Linguisticamente, os grupos locais da costa Salish consistem nos Nooksack, Northern Straits (que inclui os dialetos Lummi, Klallam, Saanich, e Songhees). A exploração e povoamento dos Europeus trouxe a varíola para a região em meados da década de 1770. Em 1843, a Companhia da Baía de Hudson construiu o forte Victoria, perto da ilha de Vancouver.